# 10. kranjski deželni zbor
Deseti sklic kranjskega deželnega zbora je deloval od 1901 do 1908.

## Sestava

### Veleposest
Veleposestniki so svoje poslance volili 24. septembra 1901.
- Oton Apfaltrer von Alpfaltrern
- Jožef Anton grof Barbo
- Franc vitez Langer, umrl 10. decembra 1904
- Leopold baron Liechtenberg
- Karel Luckmann, umrl 24. julija 1906
- Friderik baron Rechbach
- Adolf Schaffer, umrl 24. januarja 1905
- Jožef baron Schwegel
- Anton Ulm, odstopil 1905/1906
- Alfonz baron Wurzbach

Izvoljeni na nadomestnih volitvah
- Franc Galle, 17. april 1905
- Rudolf grof Margheri, 17. april 1905
- Karel baron Born, 10. novembra 1906
- Anton V. baron Codelli pl. Fahnenfeld, 10. novembra 1906